# NGC 2690
NGC 2690 é uma galáxia espiral (Sab) localizada na direcção da constelação de Hydra. Possui uma declinação de -02° 36' 13" e uma ascensão recta de 8 horas, 52 minutos e 38,0 segundos.
A galáxia NGC 2690 foi descoberta em 10 de Março de 1886 por Lewis A. Swift.